# المغرب الأدنى
المغرب الأدنى أو ما يعرف بإفريقية هي منطقة تاريخية في شمال إفريقيا تضم كل من تونس وغرب ليبيا . عرف المغرب الأدنى في التاريخ الإسلامي العديد من الممالك منها الأغالبة والخلافة الفاطمية و الدولة الحفصية.  إلا أن هذه التسمية قليلة الاستخدام في الوثائق التاريخية ويحبذ المؤرخون استخدام عبارة إفريقية.